# Jerzy Władysław Kosiłło
Jerzy Władysław (Władysław Jerzy) Kosiłło herbu Kisiel (zm. po 1698 roku) – wojski trocki w latach 1665-1694, porucznik chorągwi kozackiej w 1661 roku.
Był elektorem Michała Korybuta Wiśniowieckiego z województwa trockiego w 1669 roku.